# 热尔马尼
热尔马尼（法語：Germagny，法語發音：[ʒɛʁmaɲi]）是法国索恩-卢瓦尔省的一个市镇，属于索恩河畔沙隆区。

## 地理
热尔马尼（46°40'12"N, 4°36'9"E）面积3.47 平方千米，位于法国勃艮第-弗朗什-孔泰大區索恩-卢瓦尔省，该省份为法国中部省份，北起顺时针与科多尔省、汝拉省、安省、罗讷省、卢瓦尔省、阿列省和涅夫勒省接壤。
与热尔马尼接壤的市镇（或旧市镇、城区）包括：萨维扬日、比西叙弗莱、弗莱、勒皮莱、圣马丹迪塔特尔。

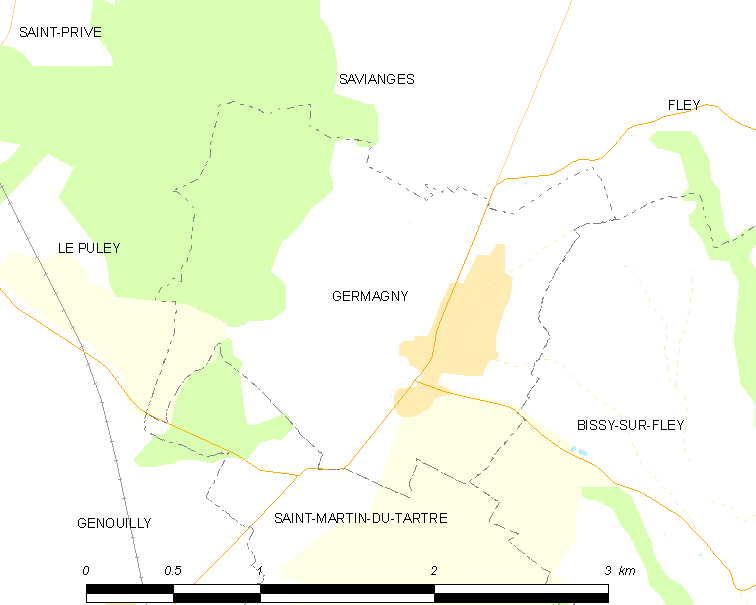
热尔马尼的OSM定位图

热尔马尼的时区为UTC+01:00、UTC+02:00（夏令时）。

## 行政
热尔马尼的邮政编码为71460，INSEE市镇编码为71216。

## 政治
热尔马尼所属的省级选区为日夫里县。

## 人口

1962-2008年间热尔马尼人口变化图示

热尔马尼于2022年1月1日时的人口数量为195人。